# Apoño
Antonio Galdeano Benítez, cunoscut ca Apoño (n. 13 februarie 1984, Málaga, Spania) este un fotbalist aflat sub contract cu Marbella FC.